# Poacher
Poacher es un cortometraje keniano-británico de 2018 dirigido por Tom Whitworth. Recibió amplia atención internacional después de su lanzamiento en Netflix en septiembre de 2020. También se convirtió en la primera película de Kenia estrenada a través de Netflix.

## Sinopsis
Filmada en un formato de película dramática, Poacher cuenta la historia de un granjero desesperado que se mete en problemas después de robar un alijo de marfil de sangre de una banda de terroristas internacionales. La película busca destacar el importante problema internacional del comercio ilegal de marfil al abordar la difícil situación de la población de elefantes en peligro de extinción de África.

## Elenco
- Brian Ogola como Mutua
- Davina Leonard como Nicola Betts
- Lenny Juma como Juma
- Shiviske Shivisi como Ngina
- Olwenya Maina como Hassan

## Producción
El rodaje se realizó durante seis días en el Parque nacional de Tsavo West, al sureste de la capital de Kenia, Nairobi. La producción involucró a más de 30 miembros del elenco y del equipo. Se reveló que el cortometraje se concibió originalmente como un drama televisivo.

## Lanzamiento
Poacher se estrenó en agosto de 2018, se proyectó en el Festival Short To The Point (STTP) y fue seleccionado para un Premio a la Mejor Edición. Se estrenó en Kenia en el Teatro ANGA IMAX el 10 de noviembre de 2018 en los Kalasha International Film Awards en Nairobi. También se proyectó en el Festival Internacional de Cortometrajes de Moscú Shorts 2018 en septiembre de 2018 en Moscú. La película se transmitió a través de Netflix el 30 de septiembre de 2020.

## Reconocimientos
- Nominado a Mejor Cortometraje, Mejor Director, Mejor Director de Fotografía, Mejor Actor de Reparto en una Película y Mejor Actor en una Película para los 8th Kalasha TV & Film Awards .[9]
- Premio al Mejor Cortometraje en los 8th Kalasha TV & Film Awards en Nairobi, Kenia, el 24 de noviembre de 2018.[9]